# Kanta Kimura
Kanta Kimura (* 1982) ist ein in Deutschland aufgewachsener japanischer Maler.

## Biografie
Kanta Kimura wurde in Koblenz geboren und besuchte von 2002 bis 2004 die Staatliche Akademie der Künste Stuttgart. Von 2004 bis 2008 lernte er an der Universität der Künste Berlin bei Bernd Koberling. Kimura lebt und arbeitet in Berlin.

## Ausstellungen (Auswahl)
- Dissonance-Platform Germany, Künstlerhaus Bethanien, Berlin (2022)[2]
- Imadoki Art 2019, Tomioka Art Museum, Tomioka (2019)
- 1,2,3,4,5, Rin Art Association, Takasaki, Japan (2018)
- Material 4.0, Galerie der Stadt Sindelfingen, Sindelfingen (2018)[3]
- flat wave, Kunstverein Mittelrhein, Koblenz (Einzelausstellung) (2018)[4]
- from the void, Bereznitsky Aesthetics, Kiev (Einzelausstellung) (2017)
- Vitales Echo, Künstlerhaus Bethanien, Berlin (2016)[5]
- Kanta Kimura, Teil VII, Oel-Früh Cabinet, Hamburg (Einzelausstellung) (2014)[6]
- Emy-Roeder-Preis, Kunstverein Ludwigshafen, Ludwigshafen (2014)
- Leistungsschau, Kunsthalle am Hamburger Platz, Berlin (2011)
- Regina Pistor-Preis, Universität Der Künste, Berlin (Einzelausstellung) (2008)[7]